# No Sinner
No Sinner ist eine kanadische Band, die sich stilistisch zwischen Rock, Soul und Rhythm and Blues bewegt. Die Band wurde vom US-amerikanischen Classic Rock Magazine als „A Band to watch 2014“ bezeichnet, das deutsche Magazin Rocks bescheinigte dem Gesang von Sängerin Colleen Rennison eine Dynamik ähnlich der von Amy Winehouse und den Geist von Etta James.

## Geschichte
Colleen Rennison sang als Jugendliche in verschiedenen kanadischen Coverbands, wollte jedoch lieber eigene Musik machen. Als sie ihre Vision nicht durchsetzen konnte, zog sie nach New York, wo sie Schauspielunterricht nahm. Sie studierte zudem Gesang und Performance an der Theaterschule Circle in the Square. Dort wurde sie nach einem Jahr vom Unterricht ausgeschlossen, weil ihre Stimme für sämtliche weiblichen Rollen zu tief war.
Rennison kehrte nach Vancouver zurück, wo sie den ehemaligen Bassisten der Band Hot Hot Heat, Parker Bossley, kennenlernte, der sich zu diesem Zeitpunkt als Songwriter etablieren wollte. Der erste gemeinsam geschriebene Song, Boo Hoo Hoo, erschien 2011 in Kanada als Single und war namengebender Bestandteil der EP, die die Band wenig später in ihrem Heimatland veröffentlichte. Der Bandname ist ein Anagramm des Nachnamens von Sängerin Colleen Rennison.
In Europa veröffentlichte die Gruppe im Januar 2014 ein neun Titel umfassendes, ebenfalls Boo Hoo Hoo genanntes Album, das neben den sechs auf der 2011 erschienenen EP veröffentlichten Liedern drei weitere Titel enthält. Ein weiteres Album war zu diesem Zeitpunkt bereits fertiggestellt; die Veröffentlichung wurde jedoch für einen späteren Zeitpunkt geplant, um der Band Gelegenheit zu geben, auch in Europa Bekanntheit zu erlangen.
Das zweite Album der Band, Old Habits Die Hard, wurde im Mai 2016 veröffentlicht und erhielt positive Kritiken. 2018 erschien als Single eine Coverversion des George-Thorogood-Liedes Bad to the Bone.

## Diskografie
- 2011: Boo Hoo Hoo (EP, Kanada)
- 2014: Boo Hoo Hoo (Album)
- 2016: Old Habits Die Hard (Album)